# Geesinkorchis phaiostele
Geesinkorchis phaiostele là một loài thực vật có hoa trong họ Lan. Loài này được (Ridl.) de Vogel mô tả khoa học đầu tiên năm 1984.